# 华沙科学学会
华沙科学学会（波蘭語：Towarzystwo Naukowe Warszawskie）是波兰一家学术组织，总部位于華沙。

## 历史
成立于1907年3月1日，其宗旨爲「继承科学之友协会的事业，推动科学和艺术的发展，出版科学论文。」